# Remy Henri Kuseyo Gatanga
Remy Henri Kuseyo Gatanga est un homme politique de la République démocratique du Congo. Il est ministre des Transports et voies de communication dans les deux gouvernements Gizenga I et Gizenga II, de février 2007 à octobre 2008. Il est membre du PPRD.